# JR貨物UR20A形コンテナ
UR20A形コンテナ（UR20Aがたコンテナ）は、2004年度（平成16年度）に登場した、日本貨物鉄道（JR貨物）輸送用として籍を編入している12 ft級・内容積20 m3の私有コンテナ（冷蔵コンテナ）である。

## 概要
本形式の数字部位「20」は、コンテナの容積を元に決定される。このコンテナ容積20 m3の算出は、厳密には端数四捨五入計算のために、内容積19.5-20.4 m3の間に属するコンテナが対象となる。また形式末尾のアルファベット一桁部位「A」は、コンテナの使用用途（主たる目的）が「普通品の輸送」を表す記号として付与されている。

## 特記事項
2004年に背高コンテナとして登場した。現在、JR貨物の汎用コンテナは、背高コンテナを増備しているが、URコンテナは、UR19A形を基本に増備しており、本形式はあくまでその背高版という位置が続いている。なお、2016年（平成28年）度頃の増備を最後に増備を行っていない。
UR20A-1 - 8は、2007年（平成19年）にカタログハウスが借受した。
なお、UR20A-1は、鉄道模型メーカーの朗堂が、本来は赤のところをピンクで販売し、100セット売れたため、本物もピンク色になった。現在もこの姿で運用されている。
2021年（令和3年）3月31日現在、日本石油輸送の個体は、323個が日本石油輸送に籍を置き、使用されている。

## 番台毎の概要

### 0番台 (L字二方開きタイプ)
1 - 8
日本石油輸送所有（カタログハウス借受）、全高2,600 mm（規格外）、全幅2,475 mm（規格外）、総重量6.8 t。コキ50000形貨車積載禁止。
製造当初は通常塗装で、のちに借入者の広告としてメンテナンス時に塗装変更された。また1はカタログハウスと鉄道模型メーカーの朗堂との企画で2011年にピンク色に再塗装された。
製造は東急車輛製造和歌山製作所（2004年4月）

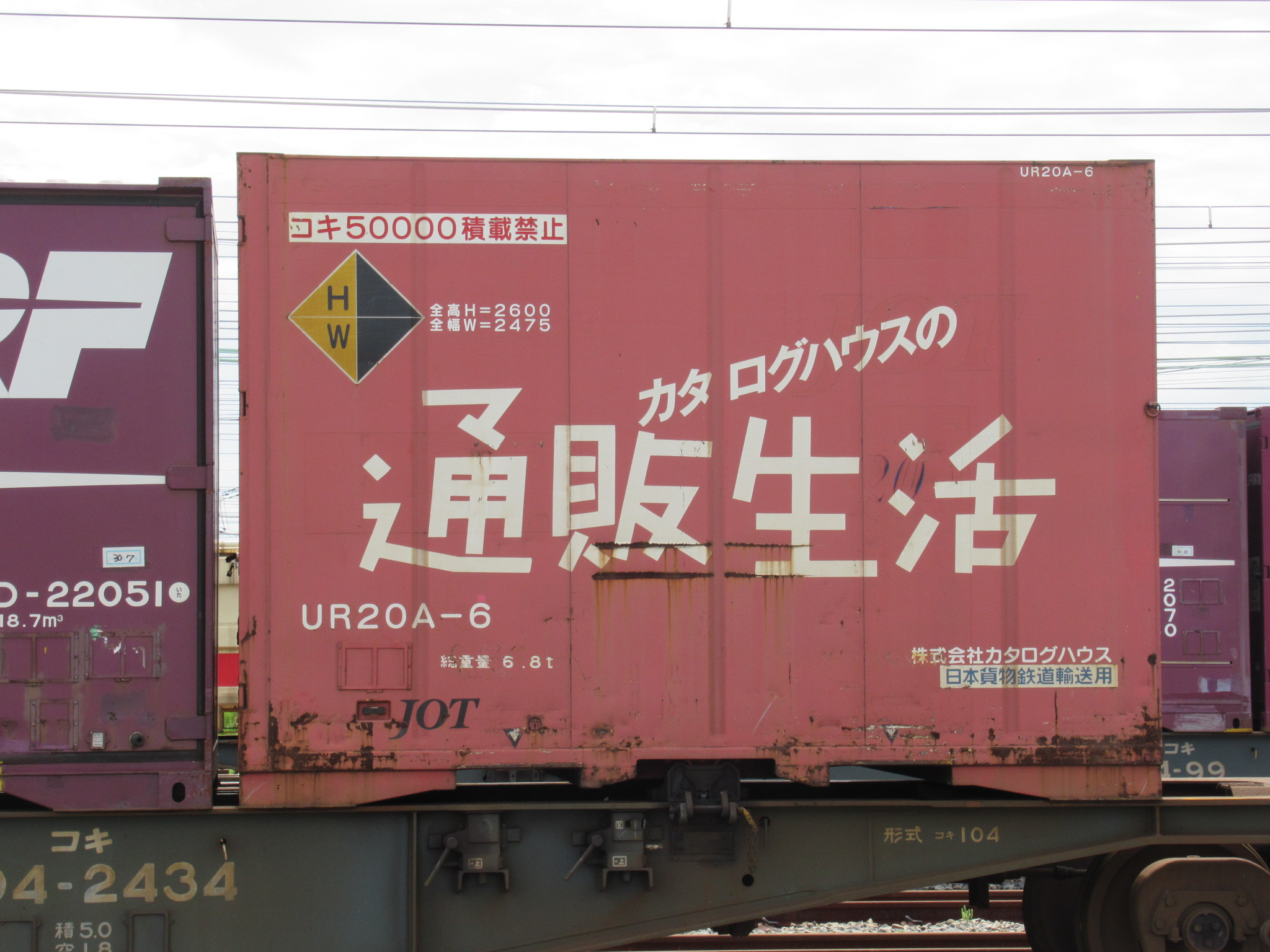
UR20A-6
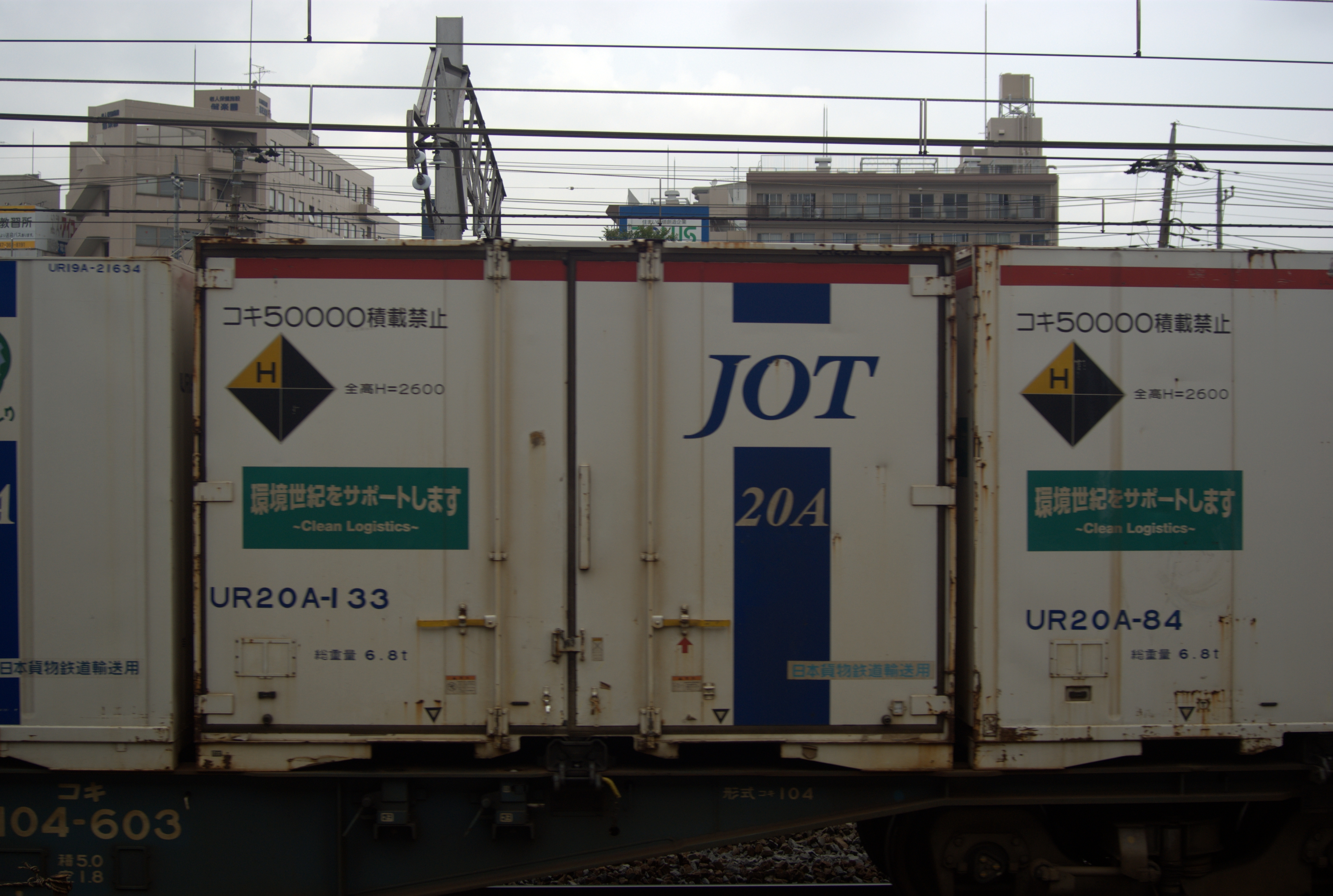
UR20A-133
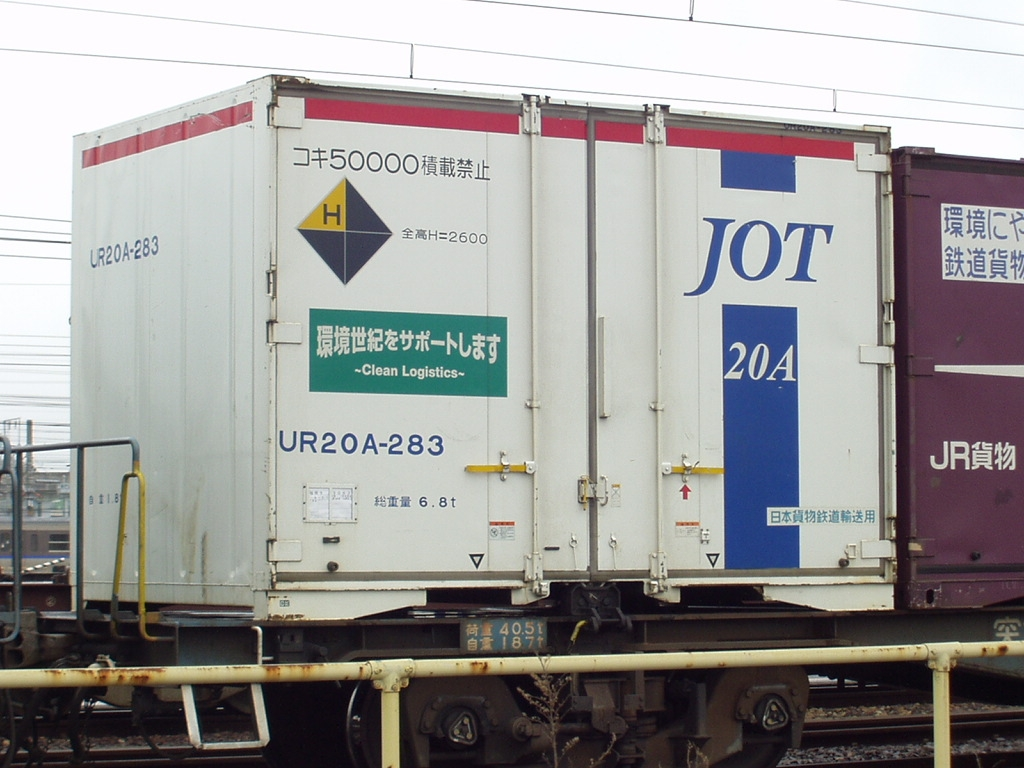
UR20A-283

9 - 301
日本石油輸送所有、全高2,600 mm（規格外）、全幅2,475 mm（規格外）、総重量6.8 t。コキ50000形貨車積載禁止。
300までの製造は東急和歌山製作所、301の製造はCIMC。
- 2004~2005年（平成16~17年）度 - 301個（1 - 301）

### 10000番台 (両側開きタイプ)

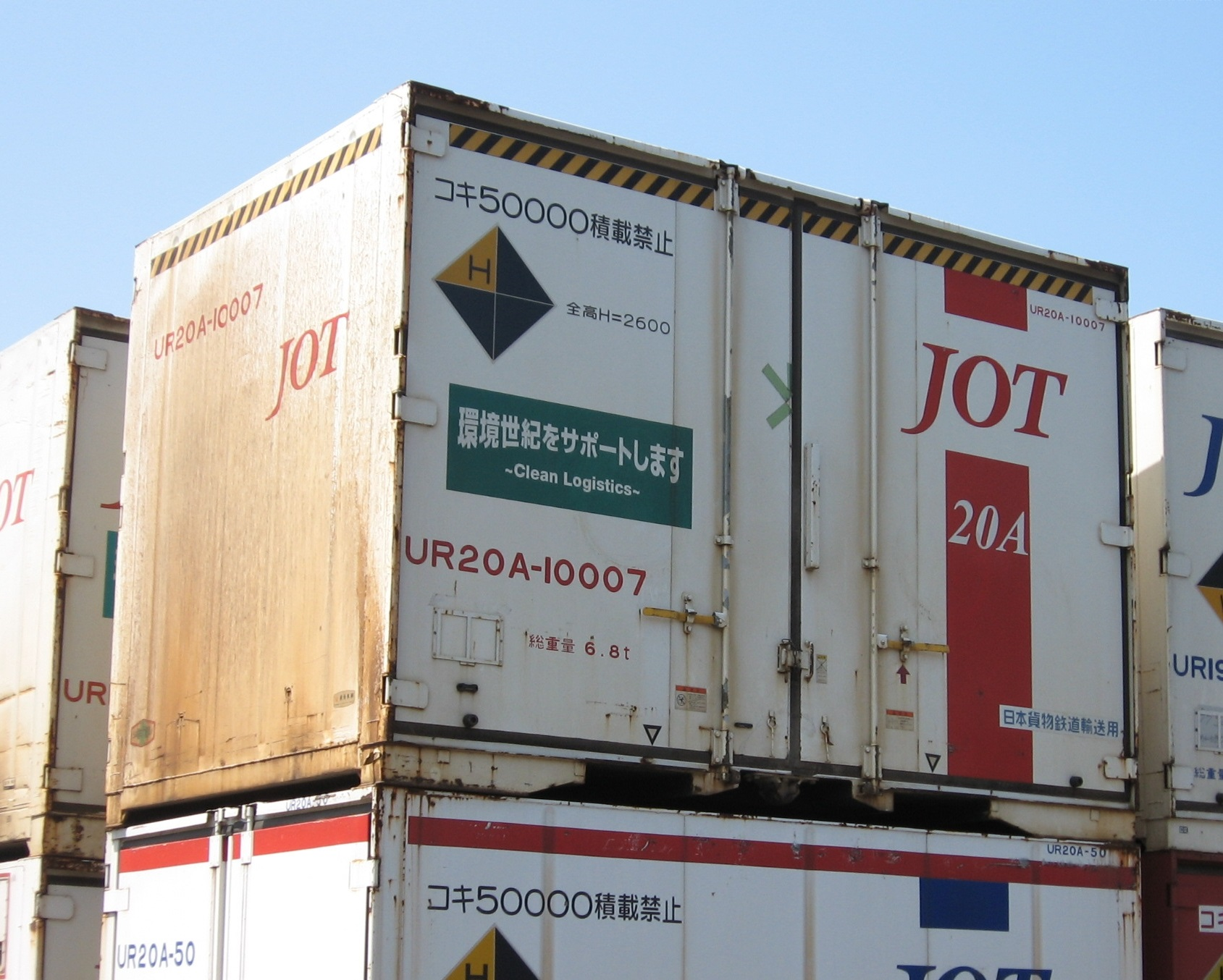
UR20A-10007
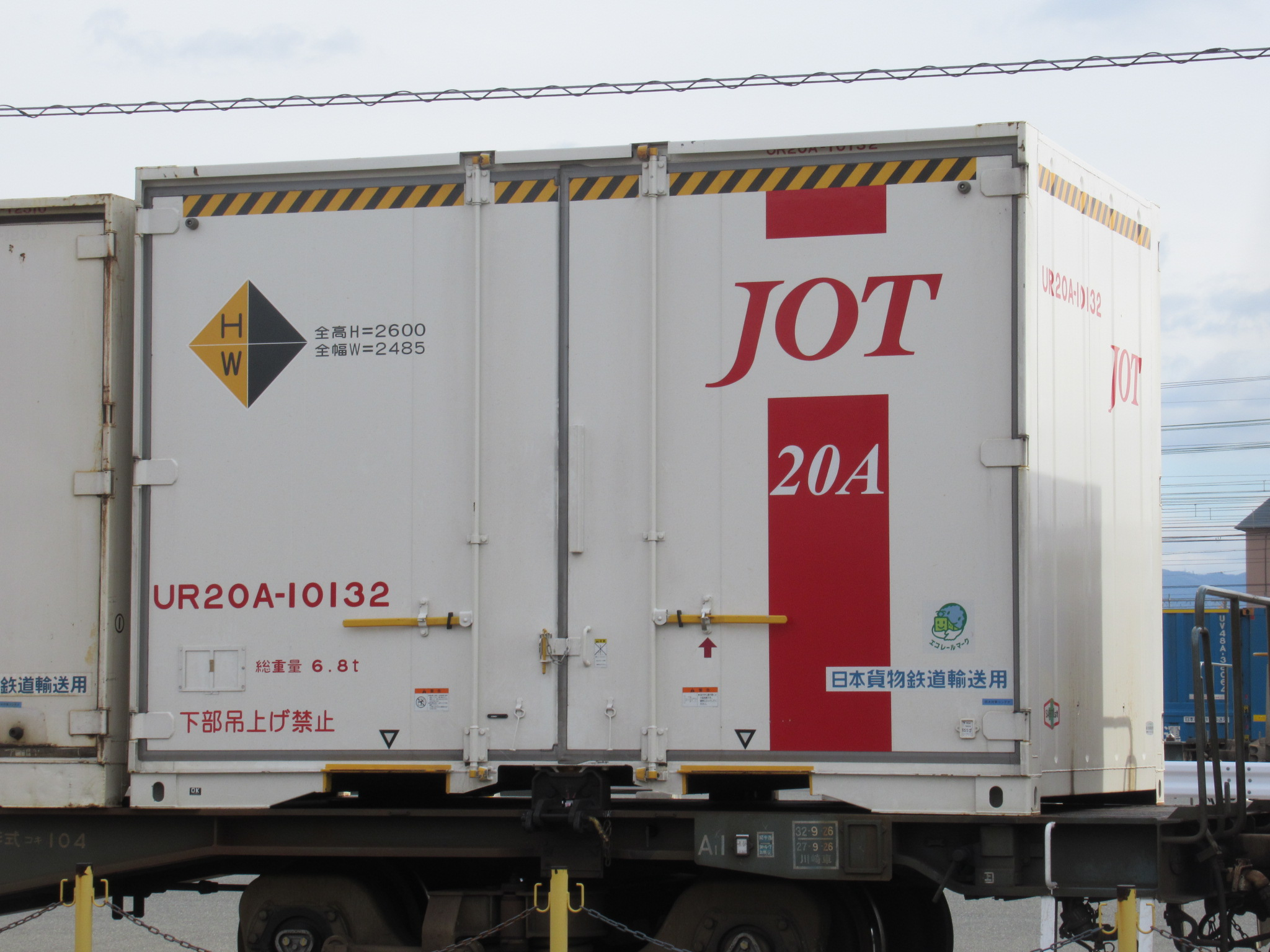
UR20A-10132

10001 - 10110/10113 - 10146/10153 - 10162
日本石油輸送所有、全高2,600 mm（規格外）、全幅2,485 mm（規格外）、総重量6.8 t。コキ50000形貨車積載禁止。10103から10110まではShift for the Nextの表記が入っている。
- 2004~2005年（平成16~17年）度 - 101個（10001 - 10101）
- 2006年（平成18年）度 - 1個（10102）
- 2016年（平成28年）度 - 10個（10103 - 10112）
- 2018年（平成30年）度 - 50個（10113 - 10162）

10001 - 10101までの製造は東急車輛製造和歌山製作所（2004年 - 2005年）10102の製造はCIMC（2006年）。10103以降は総合車両製作所和歌山工場（2016年・2018年）。
10111 - 10112
日本石油輸送所有、バンドー化学借受。
従来から運用されていたUR18A-11796の置き換え用。基本的な仕様は10103 - 10110の仕様と同一。
10147 - 10152
日本石油輸送所有、日立Astemo借受。
郡山貨物ターミナル駅 - 九州間の自動車部品輸送用として2022年9月より運用が開始された。